# 笑傲江湖Online
《笑傲江湖Online》（Swordsman）是一款2013年發行的多人線上角色扮演遊戲，改編自小說《笑傲江湖》，由完美世界研發，在臺灣由艾玩天地發行，由陳喬恩、蕭敬騰代言，本遊戲的主題曲是蕭敬騰改編並主唱的《滄海一聲笑》，於11月20日開始封測。2020年12月，又发布了由周深演唱的《新笑傲江湖》一周年主题曲《江湖觅知音》。

## 操作
遊戲中有三種操作模式：「笑傲經典」、「傳統3D」、「動作競技」在游戏中可以自由切换这三种模式。

## 內容
遊戲中可從十大門派之中擇一加入，分別是：「華山」、「唐門」、「衡山」、「五仙」、「日月」、「少林」、「峨嵋」、「武當」、「恆山」、「逍遙」。选了其中的一个门派之后不可再变

## 競賽
於2015年曾舉辦笑傲江湖Online 蓋世盃世界冠軍聯賽。

## 微電影
在2013年推出“笑傲江湖 東方不敗外傳”微電影，東方不敗由陳喬恩飾演。此微電影共有三種不同的結局，分別為「女人心」、「人間悲劇」、「無情的男人」。一結局共15分鐘。